# La tempesta - Il mistero di Giorgione
La tempesta - Il mistero del Giorgione è un romanzo di Paolo Maurensig pubblicato nel 2009.

## Trama
La vicenda è ambientata a Venezia dove un giovane scrittore giunge per preparare la sceneggiatura per un film basato su Il carteggio Aspern di Henry James. Durante le audizioni tenute per reclutare gli attori del film, lo scrittore conosce la giovane Olimpia della quale si innamorerà dopo aver scoperto che questa è venuta in possesso di alcuni scritti inediti nei quali Henry James parla del quadro La tempesta del Giorgione da Castelfranco Veneto.
Il libro continua con la descrizione delle vicende del protagonista alla quale si alterna la ricostruzione di un racconto di Henry James anch'esso ambientato a Venezia e che narra della storia di due giovani (Mr. Temple e Miss Bruins) il cui destino è in qualche modo legato al famoso ed enigmatico quadro del pittore veneto.

## Edizioni
- Paolo Maurensig, La tempesta - Il mistero del Giorgione, collana I mosaici, Morganti Editori, 2009,  pp. 200, ISBN 978-88-95916-17-0.